# Karel Höger
Karel Höger (ur. 17 czerwca 1909 w Brnie, zm. 4 maja 1977 w Pradze) – czeski aktor. Zagrał w blisko 100 filmach w latach 1939–1977.

## Wybrana filmografia
- 1941: Turbina
- 1942: Gabriela
- 1943: Czternasty u stołu
- 1948: Krakatit
- 1954: Sobór w Konstancji
- 1955: Jan Žižka
- 1957: Osamotniony
- 1962: Przygody Münchhausena
- 1974: Noc na Karlštejně